# Paula Devicq
Paula Michelle Devicq (* 7. Juli 1965 in Edmonton, Alberta) ist eine kanadische Schauspielerin.

## Leben und Karriere
Als Kind war Paula Devicq ein Fan von Curling und in ihrer Freizeit übte sie Eiskunstlauf aus.
Devicq war in den Jahren 1994 bis 2000 in Party of Five zu sehen, durch welche sie Bekanntheit erlangte. Danach folgten wiederkehrende Rollen in 100 Centre Street und Rescue Me. Gastrollen hatte sie in The Gird, Law & Order, Criminal Intent – Verbrechen im Visier und A Gifted Man. Paula Devicq hat auch in verschiedenen Filmen mitgespielt, unter anderem in Vermächtnis des Herzen und The Coven.
Von 1996 bis 1997 war sie mit ihrem Party of Five Kollegen Scott Wolf liiert. Im Jahr 2001 heiratete sie Joseph Lyle Taylor, den sie bei Dreharbeiten zu 100 Centre Street kennengelernt hatte. Die beiden sind mittlerweile jedoch geschieden.

## Filmografie (Auswahl)
- 1994–2000: Party of Five (Fernsehserie, 89 Folgen)
- 1995: Vermächtnis des Herzens (Wounded Heart)
- 2001–2002: 100 Centre Street (Fernsehserie, 12 Folgen)
- 2004: The Gird (Fernsehserie, Folge 1x01)
- 2004: The Coven
- 2004–2005: Rescue Me (Fernsehserie, 6 Folgen)
- 2005: Law & Order (Fernsehserie, Folge 15x15)
- 2005: His and Her Christmas
- 2006: The Good Student (Mr. Gibb)
- 2007: Criminal Intent – Verbrechen im Visier (Law & Order: Criminal Intent, Fernsehserie, Folge 7x06)
- 2011: A Gifted Man (Fernsehserie, Folge 1x06)
- 2012: Arbitrage – Macht ist das beste Alibi (Arbitrage)
- 2012: First Dog
- 2016: Destined
- 2018: Finding Julia